# Kazimierz Władysław Krasnodębski
Kazimierz Władysław Krasnodębski herbu Krzywda (zm. w 1731 roku) – sędzia drohicki w latach 1713-1727, podstoli podlaski w latach 1699-1713, instygator koronny Stanisława Leszczyńskiego w 1708 roku.
Poseł na sejm 1703 roku z ziemi drohickiej. 